# Jefferiesův průlez
Jefferiesův průlez je fiktivní servisní průlez, umožňující přístup k různým lodním systémům Federace ve světě Star Treku. Jefferiesovy průlezy jsou rozmístěny po celé lodi a umožňují přístup také například do malého operačního střediska nacházejícího se uvnitř warp gondoly.
Původně to byl vtípek mezi herci a personálem původní serie Star Trek, je to odkaz na uměleckého ředitele Matta Jefferiese, který navhroval první loď Enterprise. Termín se poprvé objevil v 15. epizodě, druhé řady seriálu "Cesta k Babylonu", hvězdné datum 3482.3. Kanonickým se stal v Star Trek: Nová generace, řada třetí, epizoda třetí "Štvanec"
Matt Jefferies vysvětluje: "Někdo pověsil na podpěru štítek Jefferiesův průlez; já to sice nebyl, ale pojem mi utkvěl v paměti, takže jsem ho později použil v některých skicách."
Průlez může být horizontální nebo vertikální (s příčkami žebříku). Jefferiesův průlez může být zneužit pro skrytý pohyb napříč celou lodí a bývá z těchto důvodů velmi často zneužíván útočníky, například borgy.